# Kanton Amiens-2 (Nord-Ouest)
Kanton Amiens-2 (Nord-Ouest) (fr. Canton d'Amiens-2 (Nord-Ouest)) byl francouzský kanton v departementu Somme v regionu Pikardie. Skládal se ze tří obcí. Zrušen byl po reformě kantonů 2014.

## Obce kantonu
- Amiens (severozápadní část)
- Argœuves
- Saint-Sauveur